# Grandipalpa robusta
Grandipalpa robusta är en fjärilsart som beskrevs av Antonius Johannes Theodorus Janse 1951. Grandipalpa robusta ingår i släktet Grandipalpa och familjen stävmalar. Inga underarter finns listade i Catalogue of Life.